# Krzyków (Opole)
Pour les articles homonymes, voir Krzyków.
Krzyków est une localité polonaise de la gmina de Wilków, située dans le powiat de Namysłów en voïvodie d'Opole.